# Allan Weickert
Allan Weickert (Tiffin, 25 de setembro de 1981) é um atleta estadunidense de lutas livres (MMA). Ele recentemente retornou às lutes após um hiato de dois anos devido a uma cirurgia no joelho.
Em 6 de junho de 2009, Allan venceu o titulo da North American Allied Fight Series (NAAFS) para pesos médios, vencendo o veterano da categoria Sean Salmon.

## Biografia
Weickert começou a lutar em 2004 com 22 anos. Ele é faixa preta em Kempo Karate.
Allan treina junto de Jody Poff, que foi companheiro de Allan em sua primeira vitória profissional, tendo vencido com uma finalização. Allan também treina junto de Rick Fitch e Joe "Lights out" Garcia na Elite Sports Academy em sua cidade natal, Tiffin, Ohio.
No final de suas lutas, Allan agradece a esposa, com quem tem três filhos.
Apos sua luta em 31 de março de 2007 contra Mitch Whitesel, Allan passou por uma cirurgia no joelho que o afastou das lutes, voltando somente em 6 de junho de 2009 contra Sean Salmon, para a disputa de titulo na NAAFS para pesos leves..

## Lutas
Allan lutou na King of the Cage (KOTC) e na World Extreme Cagefighting duas vezes cada.
Allan também lutou contra o ex campeão de pesos médios da International Fight League, Ben Rothwell, perdendo com um nocaute dado pelo joelhos de Rothwell. Rothwell has been ranked as a Sherdog Top 10 Heavyweight in July 2008.
Recentemente Allan derrotou o veterano do UFC Sean Salmon por um armlock no segundo round.

## Histórico
| Resultado | Cartel | Oponente         | Método                       | Evento                            | Data                    | Round | Tempo | Local                                                 |
| --------- | ------ | ---------------- | ---------------------------- | --------------------------------- | ----------------------- | ----- | ----- | ----------------------------------------------------- |
| Derrota   | 6-8    | Chris Lozano     | KO (Punches)                 | NAAFS - Fight Nite In The Flats 5 | 5 de dezembro de 2009   | 1     | 4:55  | Akron, Ohio, Estados Unidos                           |
| Derrota   | 6-7    | Rafael Natal     | Finalização (mata leão)      | ROC 26 - Ring of Combat 26        | 11 de setembro de 2009  | 1     | 2:53  | Atlantic City, New Jersey, Estados Unidos             |
| Vitória   | 6-6    | Sean Salmon      | Finalização (Armlock)        | NAAFS - Fight Nite In The Flats 5 | 6 de junho de 2009      | 2     | 2:05  | Cleveland, Ohio, Estados Unidos                       |
| Derrota   | 5-6    | Mitch Whitesel   | Finalização (chave de braço) | NAAFS - Caged Fury                | 31 de março de 2007     | 3     | 1:31  | Cleveland, Ohio, Estados Unidos                       |
| Derrota   | 5-5    | Don Richard      | Finalização (Kimura)         | IHC 11 - Apocalypse               | 18 de novembro de 2006  | 2     | 1:56  | Hammond, Indiana, Estados Unidos                      |
| Derrota   | 5-4    | Rob Wince        | Decisão unânime              | GFS - Fight Nite in the Flats 2   | 10 de junho de 2006     | 3     | 5:00  | Cleveland, Ohio, Estados Unidos                       |
| Derrota   | 5-3    | Don Richard      | Finalização (Armlock)        | King of the Cage - Drop Zone      | 18 de março de 2006     | 1     | 1:55  | Mount Pleasant, Michigan, Estados Unidos              |
| Vitória   | 5-2    | Matt Hershberger | TKO (Strikes)                | GFS - Caged Vengeance             | 18 de fevereiro de 2006 | 1     | 1:19  | Cleveland, Ohio, Estados Unidos                       |
| Derrota   | 4-2    | Ben Rothwell     | KO (Knee)                    | GFS - Fight Night in the Flats    | 17 de setembro de 2005  | 1     | 3:45  | Cleveland, Ohio, Estados Unidos                       |
| Vitória   | 4-1    | Rocky Batastini  | Finalização (Armlock)        | WEC 16 - Clash of the Titans 2    | 18 de agosto de 2005    | 1     | 2:50  | Lemoore, Califórnia, Estados Unidos                   |
| Derrota   | 3-1    | John Dixson      | Finalização (Heel Hook)      | SI - Superfights International    | 18 de março de 2005     | 2     | 3:41  | Lakeland, Florida, Estados Unidos                     |
| Vitória   | 3-0    | Jeremy Freitag   | KO                           | WEC 13 - Heavyweight Explosion    | 22 de janeiro de 2005   | 1     | 4:25  | Lemoore, Califórnia, Estados Unidos                   |
| Vitória   | 2-0    | Gary Myers       | Finalização (Strikes)        | King of the Cage 45               | 20 de novembro de 2004  | 1     |       | Belterra Casino Resort & Spa, Indiana, Estados Unidos |
| Vitória   | 1-0    | Jody Poff        | Decision (Split)             | Cage Warrios Challenge            | 15 de maio de 2004      | 3     | 5:00  | Marysville, Ohio, Estados Unidos                      |